# В случае убийства набирайте «М»
«В случае убийства набирайте „М“» (англ. Dial M for Murder, «Для убийства наберите „М“») — американский детективный художественный фильм, поставленный режиссёром Альфредом Хичкоком в 1954 году по пьесе Фредерика Нотта «Телефонный звонок». Фильм вошёл в десятку лучших фильмов детективного жанра по версии Американского института киноискусства.

## Сюжет
Бывший профессиональный теннисист из Лондона Тони Уэндис женат на богатой наследнице Марго. Однажды Марго знакомится с писателем Марком Хэллидэем, с которым у неё завязывается роман. Привыкший к роскошной жизни Тони, узнав о супружеской измене и опасаясь развода с женой, а также не желая провести остаток своей жизни в бедности, принимает решение убить её, чтобы унаследовать огромное состояние. Однако он понимает, что не может сам осуществить этот план, не привлекая к себе подозрения полиции. После долгих раздумий у него возникает идея: убийство должен совершить кто-то другой. Этим человеком должен стать его одногруппник из колледжа по имени Суон (он же Адамс, он же Уилсон, он же Лесгэйт), который тоже живёт в Лондоне. Следя за Суоном и досконально изучив его, Тони узнаёт о его тёмном прошлом и проблемах с законом. Этих сведений оказывается вполне достаточно для того, чтобы шантажировать Суона.
Пригласив предполагаемого убийцу к себе домой под сторонним предлогом, Тони убеждает его в собственной безвыходности и объясняет, что ему предстоит совершить. Согласно плану Тони, поздним вечером, пока они с Марком будут находиться на мужской вечеринке, а Марго останется дома одна, Суону будет необходимо незаметно проникнуть в дом и спрятаться за оконной занавеской. Ключ от входной двери муж пообещал оставить под ковровой дорожкой на лестнице. В условленный момент муж позвонит домой, и Марго, выйдя из своей комнаты, должна будет подойти к телефону, находящемуся вблизи окна. В этот момент Суону следовало наброситься на Марго с чулком и задушить её. Таким образом, Тони одновременно обеспечивал себе и алиби, и доказательство её смерти.
Поначалу всё идёт по плану: услышав телефонный звонок, Марго подходит к телефону. Из-за занавески выходит Суон и начинает душить женщину. Защищаясь от убийцы, перепуганная Марго нащупывает случайно оставленные на столе ножницы и вонзает их в спину напавшему. Тот падает на спину, в результате чего ножницы вонзаются ещё глубже, и Суон умирает. Взяв телефонную трубку, Марго слышит голос мужа и, поспешно объяснив, что произошло, просит его как можно скорее вернуться домой.
Расследующий дело инспектор Хаббард ловко разбирается в перипетиях данной ситуации из-за оплошности мистера Уэндиса, допущенной с ключами от квартиры: ключ Суона от его собственной квартиры выглядел точь-в-точь как ключ от квартиры Уэндисов, и мистер Уэндис поспешно бросил его в сумочку своей жены, приняв его за её ключ.

## В ролях
- Рэй Милланд — Тони Уэндис
- Грейс Келли — Марго Уэндис
- Роберт Каммингс — Марк Хэллидэй

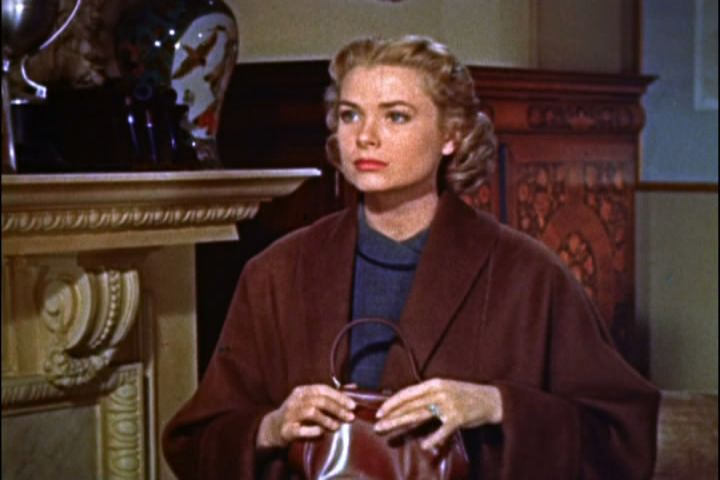
Грейс Келли в роли Марго Уэндис

- Джон Уильямс — старший инспектор Хаббард
- Энтони Доусон — Суон / Лесгэйт
- Лео Бритт — рассказчик
- Патрик Аллен — детектив Пирсон
- Джордж Ли — детектив Уильямс
- Джордж Олдерсон — детектив
- Робин Хьюз — сержант полиции
- Владек Шейбал — Ерименко

## Производство
В интервью Питеру Богдановичу Хичкок признавался, что взялся за постановку этого детектива из-за творческого спада. Поскольку по контракту с Warner Bros. он обязан был снять фильм, то решил прибегнуть к надёжному способу — выбрать достаточно успешную пьесу, которая не требует больших творческих усилий со стороны режиссёра.

Некоторые делают, по моему мнению, ошибку, пытаясь «раскрыть» пьесу для экрана. Это большая ошибка. Всё равно что распускать только что связанный свитер. По-моему, любая пьеса построена на том, что действие ограничено пределами сцены — и это то, чем драматически пользуется автор. Растяните её — и у вас не останется ничего.
Оригинальный текст (англ.)Some people make the mistake, I think, of trying to open the play up for the screen. That's a big mistake. I think the whole conception of a play is confinement within the proscenium--and that's what the author uses dramatically. Now you are undoing a newly-knitted sweater. Pull it apart and you have nothing.
— Альфред Хичкок
Фильм снят всего за 36 дней на основе популярной детективной пьесы, и притом в цвете. Киностудия хотела воспользоваться модой на трёхмерные фильмы, однако к моменту выхода картины в прокат это увлечение пошло на спад. Всё действие фильма намеренно заключено Хичкоком в рамки одной квартиры, практически одной комнаты, создавая у зрителя ощущение замкнутости, близкое к клаустрофобии. 
Для съёмок телефона в телефонной кабинке клуба крупным планом были построены большие макеты пальца и телефона, так как камера не могла  фокусироваться на предметах, расположенных близко к ней.
Камео Альфреда Хичкока — на переднем плане снимка со встречи выпускников, за одним столом с Суоном.

## Награды
Премия National Board of Review (1955)
- Лучшая актриса — Грейс Келли
- Лучший актёр второго плана — Джон Уильямс

### Номинации
Премия BAFTA (1955)
- Лучшая зарубежная актриса — Грейс Келли